# Grabownica Starzeńska
Grabownica Starzeńska est une localité polonaise de la gmina et du powiat de Brzozów en voïvodie des Basses-Carpates. Parmi les monuments historiques on trouve un château qui appartenait à la famille Ostoja-Ostaszewski.